# NYSE Euronext
NYSE Euronext, Inc. là một tập đoàn dịch vụ tài chính đa quốc gia Âu Mỹ, điều hành nhiều sàn giao dịch chứng khoán, bao gồm Sàn giao dịch chứng khoán New York, Euronext và NYSE Arca (trước đây gọi là ArcaEx). NYSE sáp nhập với Archipelago Holdings vào ngày 7 tháng 3 năm 2006, thành lập NYSE Group, Inc. Vào ngày 4 tháng 4 năm 2007, NYSE Group, Inc. đã sáp nhập với Euronext NV để hình thành sàn giao dịch chứng khoán toàn cầu đầu tiên, với trụ sở chính tại Lower Manhattan. Công ty sau đó đã được Intercontinental Exchange mua lại, sau đó đã tách ra khỏi Euronext.

## Tổng quan
NYSE Euronext cung cấp một loạt các sản phẩm và dịch vụ tài chính ngày càng tăng về cổ phiếu, tương lai, quyền chọn, sản phẩm trao đổi (ETP), trái phiếu, dữ liệu thị trường và công nghệ thương mại. Trải dài trên nhiều loại tài sản và sáu quốc gia, các sàn giao dịch của công ty bao gồm Sàn giao dịch chứng khoán New York, Liffe, Euronext và NYSE Arca. Với hơn 8.000  vấn đề được liệt kê (bao gồm 90% Trung bình Công nghiệp Dow Jones và 80% S&P 500, giao dịch trên thị trường vốn cổ phần của NYSE Euronext chiếm hơn một phần ba khối lượng vốn cổ phần của thế giới. Công ty cũng quản lý các sàn giao dịch phái sinh hàng đầu châu Âu theo giá trị giao dịch.
NYSE Euronext là một phần của chỉ số S&P 500 và là nhà điều hành trao đổi duy nhất trong chỉ số S&P 100.
NYSE Euronext là một tập đoàn Delaware, mặc dù văn phòng điều hành chính của NYSE Euronext được đặt tại 11 Phố Wall, New York, New York 10005. Trụ sở chính của tập đoàn tại Châu Âu là 39 Rue Cambon, 75001 tại Paris, Pháp.